# Hatem Aqel
Hatem Mohammad Yusuf Aqel, né le 20 juin 1978 à Amman, est un défenseur jordanien, jouant actuellement dans le club jordanien de That Ras Club depuis 2013.

## Biographie
International jordanien depuis 1997, il totalise 97 sélections pour 9 buts inscrits. Il participe à la Coupe d'Asie des nations 2004 et 2011, terminant deux fois quart-de-finaliste.

## Carrière
- 1995-? :  Al-Faisaly
- 2009-2011 :  Al-Raed
- 2012 :  Al-Arabi Irbid
- 2013- :  That Ras Club [1]